# Ehud Olmert
‎
Ehud Olmert, izraelski politik, * 30. september 1945, Binyamina, Izrael.
Olmert je član stranke Kadima (hebrejsko: »naprej«) in od 11. aprila 2006 predsednik izraelske vlade. Funkcijo predsednika vlade je opravljal od 4. januarja 2006, ko je prejšnji predsednik vlade Ariel Šaron doživel možgansko kap, čeprav je bilo šele 11. aprila uradno razglašeno, da ni več sposoben vladati. Olmert je položaj zasedal do 21. septembra 2008, ko je zaradi obtožb o korupciji odstopil.

## Življenje
Olmert izhaja iz ruske družine, ki se je preselila v Izrael. Njegov oče je odrasel na Kitajskem.  Diplomiral je na hebrejski univerzi v Jeruzalemu in ima diplome iz psihologije, filozofije ter prava. V preteklosti je deloval kot odvetnik. Poročen je z umetnico Aliso Olmert in ima štiri otroke. Govori hebrejsko in angleško.
Olmert je služil v izraelskih obrambnih silah (IDF), kot častnik je bil korespondent z IDF-jevim časopisom Bamachane.